# Head Lake, Kawartha Lakes
Head Lake är en sjö i Kanada.   Den ligger i kommunen Kawartha Lakes och provinsen Ontario, i den sydöstra delen av landet, 260 km väster om huvudstaden Ottawa. Head Lake ligger 266 meter över havet. Arean är 10,1 kvadratkilometer. Den sträcker sig 5,4 kilometer i nord-sydlig riktning, och 3,3 kilometer i öst-västlig riktning.